# Erika Giovanna Klien
Erika Giovanna Klien (ur. 12 kwietnia 1900 w Borgo Valsugana, zm. 19 lipca 1957 w Nowym Jorku) – austriacka malarka.

## Życiorys
Studiowała na Uniwersytecie Sztuki Stosowanej w Wiedniu. Była reprezentantką kinetyzmu wiedeńskiego. Tworzyła abstrakcyjne prace z elementami suprematyzmu, puryzmu oraz konstruktywizmu. W latach 20. XX w. tworzyła teatr marionetek, które grały abstrakcyjne postaci, a tło i boczne dekoracje tworzyły ciąg kinetycznych obrazów. W 1929 zamieszkała w Nowym Jorku, gdzie wykładała architekturę w Walt Whitman High School. Zmarła w Nowym Jorku w wieku 57 lat na atak serca.

## Prace
- Man in progress (1934),
- Libellen (1936),
- Maispflanze im Wind (Corn in the wind) (1945–1946)[2].